# 2061 - Un anno eccezionale
2061 - Un anno eccezionale è un film del 2007, diretto da Carlo Vanzina. Ispirato nella trama a pellicole come L'armata Brancaleone e Attila flagello di Dio, questa commedia è però ambientata in un futuro postapocalittico.
Il protagonista del film è Diego Abatantuono insieme a Emilio Solfrizzi e Sabrina Impacciatore, ma il cast è ricco di personaggi e camei, anche insoliti al mondo del cinema. La pellicola è uscita nelle sale cinematografiche italiane il 26 ottobre 2007.

## Trama
(Unna)
2061. Dopo una grande crisi energetica dovuta all'esaurimento delle scorte petrolifere, la Terra è piombata in una sorta di nuovo Medioevo. L'Italia come nazione non esiste più, essendo la penisola tornata un Paese diviso, quasi pre-risorgimentale, dove ora regna una situazione politica simile a quella precedente la riunificazione del 1861: al Nord i secessionisti padani hanno messo a ferro e fuoco Milano, creando la Repubblica Longobarda difesa da un muro sul Po per bloccare l'ingresso ai terroni; in Emilia-Romagna è stata proclamata la Repubblica Popolare di Falce e Mortadella, uno stato socialista dove spopolano i salumi, i rubli e le balere; la Toscana è tornata un Granducato, dove le fazioni dei Della Valle e dei Cecchi Gori lottano per il potere; al Centro è rinato lo Stato Pontificio, un regime integralista dove domina l'Inquisizione; il Sud è stato infine invaso dagli africani che hanno creato il ricco Sultanato delle Due Sicilie, uno stato islamico dove l'arabo è lingua ufficiale. Proprio dal Meridione, un gruppo di avventurosi patrioti del movimento insurrezionale "Giovine Italia" — composto dai volontari Tony, Pride, Grosso, Salvim e Taned, e capitanati dal professor Ademaro Maroncelli — intraprende un difficile viaggio per arrivare in Piemonte, con lo scopo, duecento anni dopo, di «rifare l'Italia».
Durante il loro tragitto attraverso la penisola, il gruppo incontra altre persone e simpatizzanti che si uniranno alla loro causa: sulla ormai abbandonata autostrada Salerno-Reggio Calabria incontrano Unna, una giovane straniera in fuga da un perverso reality show, mentre a Ostunibad conoscono Nicola, un fiancheggiatore della missione, che coglierà l'occasione per lasciare l'assillante famiglia e unirsi a loro. A Roma s'imbattono in Mara, una prostituta di cui Nicola s'innamora, ma nello Stato Pontificio saranno anche arrestati e condannati alla fucilazione, prima di essere salvati dal cardinale Bonifacio Colonna, che in realtà si rivelerà un sostenitore della missione. Questi consegnerà al gruppo anche la Gioconda di Leonardo da Vinci, da tempo in possesso del Vaticano, nei piani da rivendere alla Francia per finanziare l'opera di riunificazione italiana.
Transitano quindi, non senza problemi, attraverso il Granducato di Toscana, per poi arrivare nella Repubblica Popolare di Romagna, dove li attende "Moby Dick", un altro patriota che riesce a traghettarli di nascosto nella Repubblica Longobarda. Risalgono quindi il Po per giungere infine a Torino; qui, in una isolata villa, incontrano i misteriosi uomini che sono dietro alla "Giovine Italia", e in cambio della Gioconda ricevono dal Governo Francese i fondi, ovvero una partita di diamanti, necessari a finanziare il movimento insurrezionale. Proprio durante il gran ballo dato per festeggiare il buon esito della missione, però, Unna scopre che una delle persone a capo dell'operazione ha in realtà venduto gli uomini del professore alla polizia longobarda. A questo punto viene fuori la vera maschera del gruppo di "patrioti": la maggior parte di loro si rivelano dei semplici mercenari che, dopo essersi dedicati al saccheggio, fuggono insieme a Unna verso la Svizzera, mentre il "professore", scoperto da Mara mentre sta cercando di scappare con i diamanti, ammette di essere un semplice bidello appassionato di Storia, non interessato al sogno di una penisola unita.
Ormai delusa, inizialmente Mara ricatta il professore con l'idea di fuggire assieme con il bottino, ma ben presto la coscienza dei due è turbata per la sorte dei loro compagni, destinati a morte certa. Decisi a riscattarsi, tornano indietro trovando ormai soltanto Nicola, il quale, nonostante avesse capito l'inganno, era rimasto nella speranza di veder tornare Mara, a cui dichiara il suo amore. Proprio in quel momento fanno irruzione nella villa gli uomini della polizia longobarda: il professore affida i diamanti a Nicola e Mara, le uniche due persone che sembrano interessate al futuro del Paese, e si sacrifica per permettere loro di scappare e tenere in vita la missione. Otto anni dopo, sempre a Torino ma in un'Italia di nuovo unita, Nicola e Mara, ora marito e moglie, mostrano ai loro figli una statua dedicata alla memoria del professore, che sarà così ricordato solo come un patriota che ha permesso la riunificazione della nazione.

## Produzione

### Riprese
Tra le varie location del film, in Puglia si riconoscono, oltre alla città di Ostuni, le località di Polignano a Mare, di Vaste e di Santa Cesarea Terme, nel Salento. Tra gli altri set al Meridione ci sono anche le spiagge di Cala Cipolla a Domus de Maria, e dell'Isola Tuerredda a Teulada, entrambe in Sardegna.
Al Centro, la Sala del Mappamondo di Palazzo Farnese a Caprarola è la sede del Tribunale dove il cardinale Colonna emette la sentenza di morte del gruppo di patrioti; le successive scene della fucilazione sono girate a Castel Sant'Angelo, mentre la sequenza dell'incontro di Colonna con i patrioti avviene nel Parco degli Acquedotti, sull'Appia Antica. Il castello presso cui il principe Cosimetto Delli Cecchi ospita il gruppo, ha una doppia natura: gli esterni mostrano il Castello di Torcrescenza, nella zona romana di Grottarossa, mentre il portone d'uscita è quello di Palazzo Piccolomini a Pienza, in Toscana.
Infine, nell'epilogo della pellicola al Nord, la base di Nunzia La Moratta, capo della resistenza milanese, ha come location la Cascina Rubone, un vecchio borgo sulle rive del Naviglio Grande, in località Bernate Ticino. Villa Sparina, ovvero la meta finale della spedizione della banda di patrioti, è in realtà Villa Cimena di Cimenasco, a Castagneto Po, nella cintura di Torino; del capoluogo piemontese viene inoltre sfruttata la centrale Piazza Castello.

### Product placement
2061 - Un anno eccezionale è stato uno dei primi film a poter usufruire della legge italiana sulla pubblicità indiretta all'interno delle pellicole cinematografiche, deliberata dal decreto ministeriale nel 2004. In particolare, nel film è palese il product placement dei marchi Joe Rivetto, Nutella, FIAT e Gancia.

## Accoglienza

### Critica
Sulla carta stampata, Maurizio Porro del Corriere della Sera ne dà un giudizio grossomodo positivo, definendo «divertente l'idea dei fratelli Vanzina di guardare il cataclisma ecologico avvenuto e di annunciare che l'unità del Paese sarà nel 2061 solo un ricordo»; circa lo sviluppo della sceneggiatura, «si destreggia tra questi giochi di parole, accenna a qualche questione di satira, poi la risolve con una battutaccia ma la commedia apocalittica ha comunque un'idea cinicamente fantasy (ma poi quanto?) alla base che riscatta nel girovagare on the road regionale la pochezza dello scritto...» Meno entusiasta Lietta Tornabuoni della Stampa, la quale, pur riconoscendo anch'essa la presenza di una «divertente» idea di base, pone accento ancor più negativo su una sceneggiatura «pigra, corriva, povera di invenzioni» e su una realizzazione «mediocre, sciatta», che si limita a proporre una satira dell'Italia contemporanea «in modi piuttosto innocui».
Sul web, Claudia Resta di MYmovies.it giudica il film «una commedia scalcagnata e volgare che si ispira senza efficacia all'Armata Brancaleone, con un Abatantuono che si crogiola incensandosi da solo».

## Casi mediatici
Nel 2007 la famiglia di Fabrizio Quattrocchi, rapito e ucciso in Iraq tre anni prima, protestò con la produzione del film circa la battuta «Facciamogli vedere come muore un patriota» recitata dall'attore Diego Abatantuono, e considerata un esplicito riferimento alla frase «Vi faccio vedere come muore un italiano» pronunciata da Quattrocchi prima di essere giustiziato. Trattandosi di un film comico, a giudizio della famiglia Quattrocchi la citazione era da considerarsi del tutto irriverente.